# Kevin Schumann
Kevin Boakye-Schumann (* 1998 in Hamburg) ist ein deutscher Boxer.

## Karriere
Kevin Boakye-Schumanns Eltern stammen aus Ghana. Er begann mit 18 Jahren aktiv mit dem Boxsport und trainierte beim TH Eilbeck sowie dem Bundesstützpunkt Schwerin des Olympiastützpunkts Mecklenburg-Vorpommern.
Er boxte für Weser Boxring Bremerhaven in der 2. Bundesliga sowie für den BC Traktor Schwerin in der 1. Bundesliga und wurde 2018 Deutscher Meister der U21 im Mittelgewicht. Im Jahr 2019 wurde er Deutscher Meister im Mittelgewicht, als er im Finale Silvio Schierle bezwang.
Er gewann die Silbermedaille im Mittelgewicht bei der U22-Europameisterschaft 2021 in Roseto und war jeweils Viertelfinalist der Weltmeisterschaft 2021 in Belgrad und der Europameisterschaft 2022 in Jerewan.
Bei den Europaspielen 2023 in Krakau schied er in der Vorrunde gegen Murad Allahverdiyev aus.
Im Jahr 2025 wurde Schumann wegen Verstoßes gegen die Dopingbestimmungen für 18 Monate gesperrt. Danach schloss er einen Mehrjahres-Vertrag mit dem US-amerikanischen Manager Ryan Rickey ab.

### Internationale Turniersiege
- November 2022: Cologne World Cup in Deutschland[13]
- November 2022: historischer Hattrick beim Cologne World Cup in Deutschland
- April 2022: Grand Prix Usti in Tschechien[14]
- November 2021: 5. Platz Weltmeisterschaft in Serbien, Belgrad
- Juni 2021: 2. Platz U-22 Europameisterschaft in Roseto degli Abruzzi, Italien